# Cnemidophorus martyris
Cnemidophorus martyris là một loài thằn lằn trong họ Teiidae. Loài này được Stejneger mô tả khoa học đầu tiên năm 1891.